# アオボウシインコ

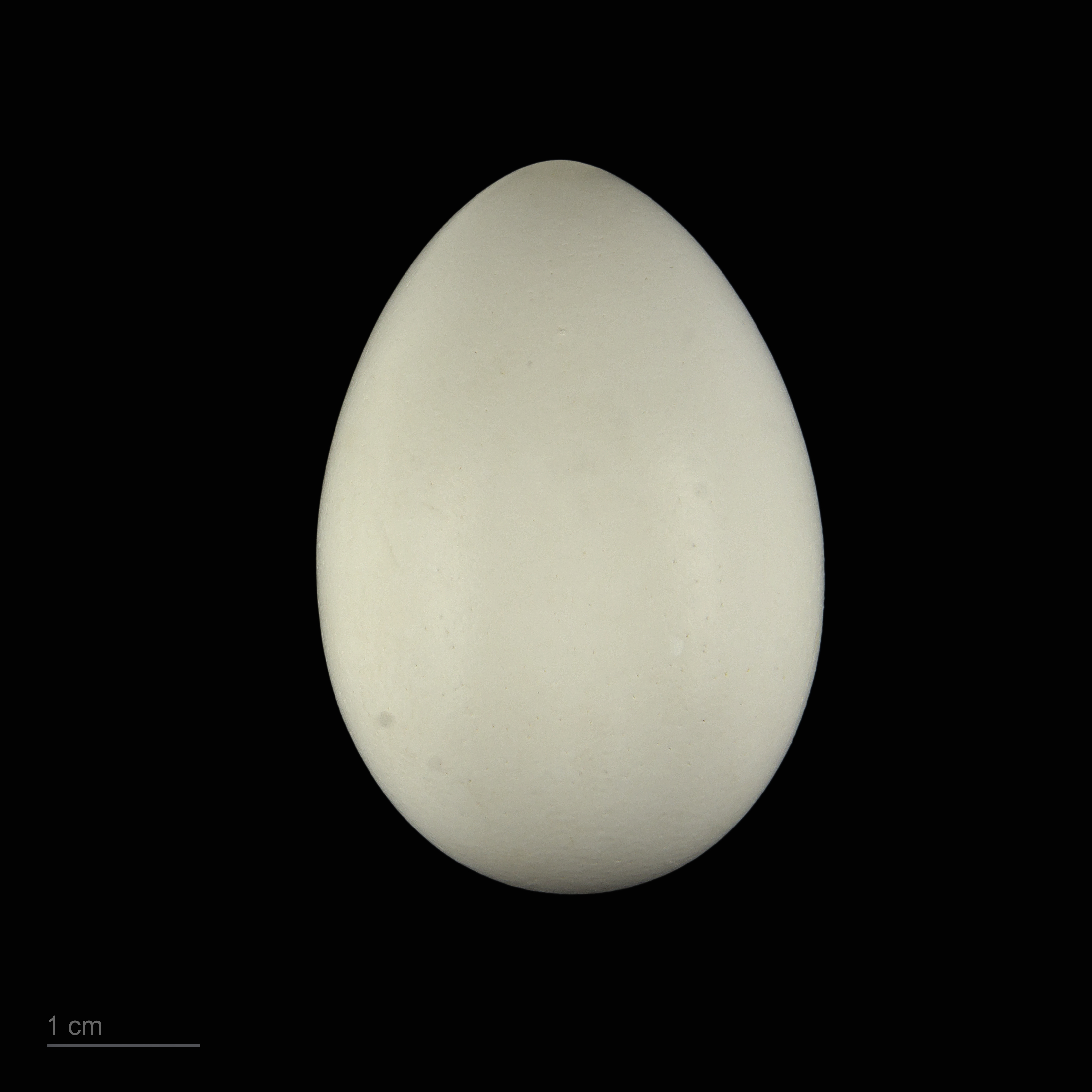
Amazona aestiva

アオボウシインコ（学名：Amazona aestiva）は、オウム目インコ科に分類される鳥類の一種。